# دان كووغان
دان كووغان (بالإنجليزية: Dan Coogan)‏ هو لاعب كرة قاعدة أمريكي، ولد في 16 فبراير 1875 في فيلادلفيا في الولايات المتحدة، وتوفي بنفس المكان في 28 أكتوبر 1942.

## وصلات خارجية
- دان كووغان على موقعبيزبول رفرنس.كوم (الدوري الرئيسي) (الإنجليزية)
- دان كووغان على موقعبيزبول رفرنس.كوم (الدوري الثانوي) (الإنجليزية)